# Fibre de coco

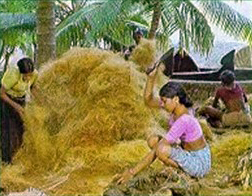
Fibre de Coco

La fibre de coco ou coir (de kayaru, corde en malayâlam) est une fibre végétale, naturelle qui entoure et protège la noix de coco, fruit du cocotier.
À l'extérieur de la noix, sous une enveloppe lisse, de couleur vert clair ou orange lorsque le fruit n'est pas mûr, tirant sur le brun à maturité, une épaisse couche de fibres ligneuses — le mésocarpe fibreux — entoure la noix et forme une coque sphérique protégeant l'amande blanchâtre comestible.
Elle assure aussi la flottabilité aux noix qui tombent dans l'eau, leur permettant d'aller se déposer sur des rivages lointains, pour la reproduction de l'espèce.

## Produits directs
Le « coir » représente les deux tiers de l'enveloppe de la noix de coco, appelée aussi « bourre ». Il est extrait manuellement ou mécaniquement, puis lavé et séché la plupart du temps au soleil ; dont on peut retirer :
- la bristle fibre, une fibre de coco peignée, longue, dure et rigide provenant de noix bien mûres. Elle est extraite manuellement ou mécaniquement à l'aide d'une bineuse ;
- la brown fiber : la majorité du coir est une fibre courte et plus douce dite matress. Elle est séchée au soleil ce qui lui donne sa rigidité et sa couleur ;
- la gold fiber, similaire à la bros fiber, mais plus jeune et moins sèche, de couleur dorée ;
- le « filé de coco » (ou coir yarn en anglais), une ficelle obtenue par filature de fibres de noix de coco qui ne sont pas parvenues à maturité complète, ces fibres étant plus souples.

## Utilisation

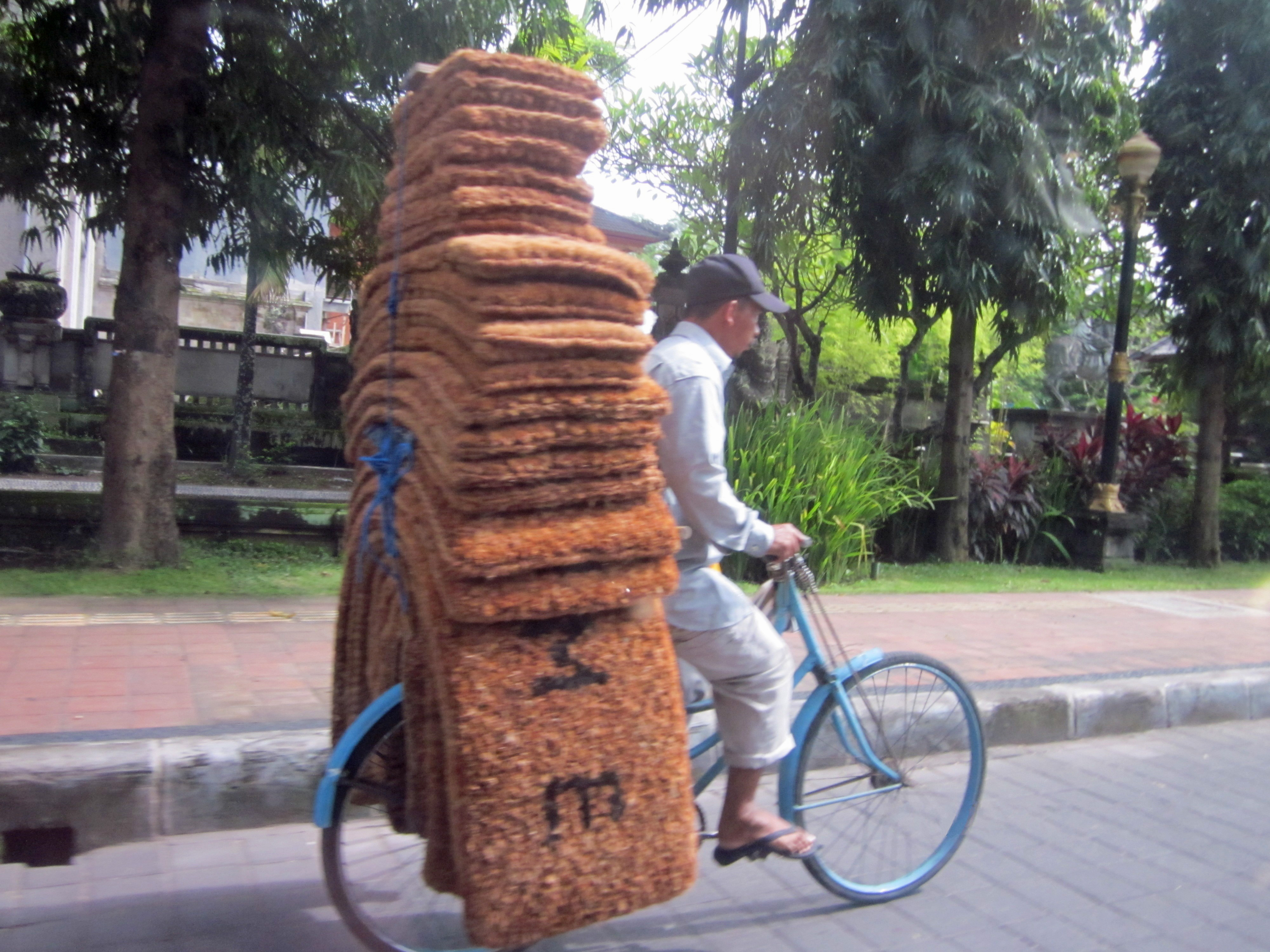
Transport de paillassons en fibre de coco en Indonésie (2011).

La fibre de coco, sous-produit de la noix de coco, est utilisée dans l'industrie :
- comme substrat pour plante et légume en horticulture ;
- de la brosserie (brosses et balais) dont l'une des matières premières est la bristle fibre ;
- de la sparterie qui, pour la fabrication de nattes, de carpettes, de passages et surtout de tapis-brosses, utilise le « filé de coco » ;
- les brown fibre ou mattress sont employées pour fabriquer des cordages, pour le rembourrage (sièges, literie), pour l'insonorisation (après avoir été latexées) ou bien encore comme combustible. L'industrie de la tapisserie, qui utilise les brown fibre pour le rembourrage des sièges, l'appelle "élancrin".

La littérature cite les anémones de coir : « des femmes étaient accroupies en train de laver des assiettes avec les anémones de coir… ».

## Procédé
Les « bourres » (ou « écales »), après avoir été détachées de la noix, sont groupées dans des filets et mises à tremper jusqu'à 7 à 10 mois dans des fosses ou lagunes. C'est le rouissage utilisé aussi pour la production de lin et de chanvre, autres fibres végétales textiles. L'action des bactéries désagrège la matière gommeuse qui soude les fibres entre elles.
Après avoir été retirées des fosses, les fibres sont battues puis séchées au soleil qui leur donne une belle couleur claire.
Elles sont alors bonnes à filer pour donner le « filé de coco ». Le filage se fait encore à la main, sur des rouets rudimentaires, principalement en Inde, sur la côte de Malabar dans l'État du Kerala.
Le premier fil est ensuite câblé en deux brins, mis en écheveaux puis en bobines ou en balles prêtes à être utilisées dans le pays d'origine ou exportées.

## Industrie

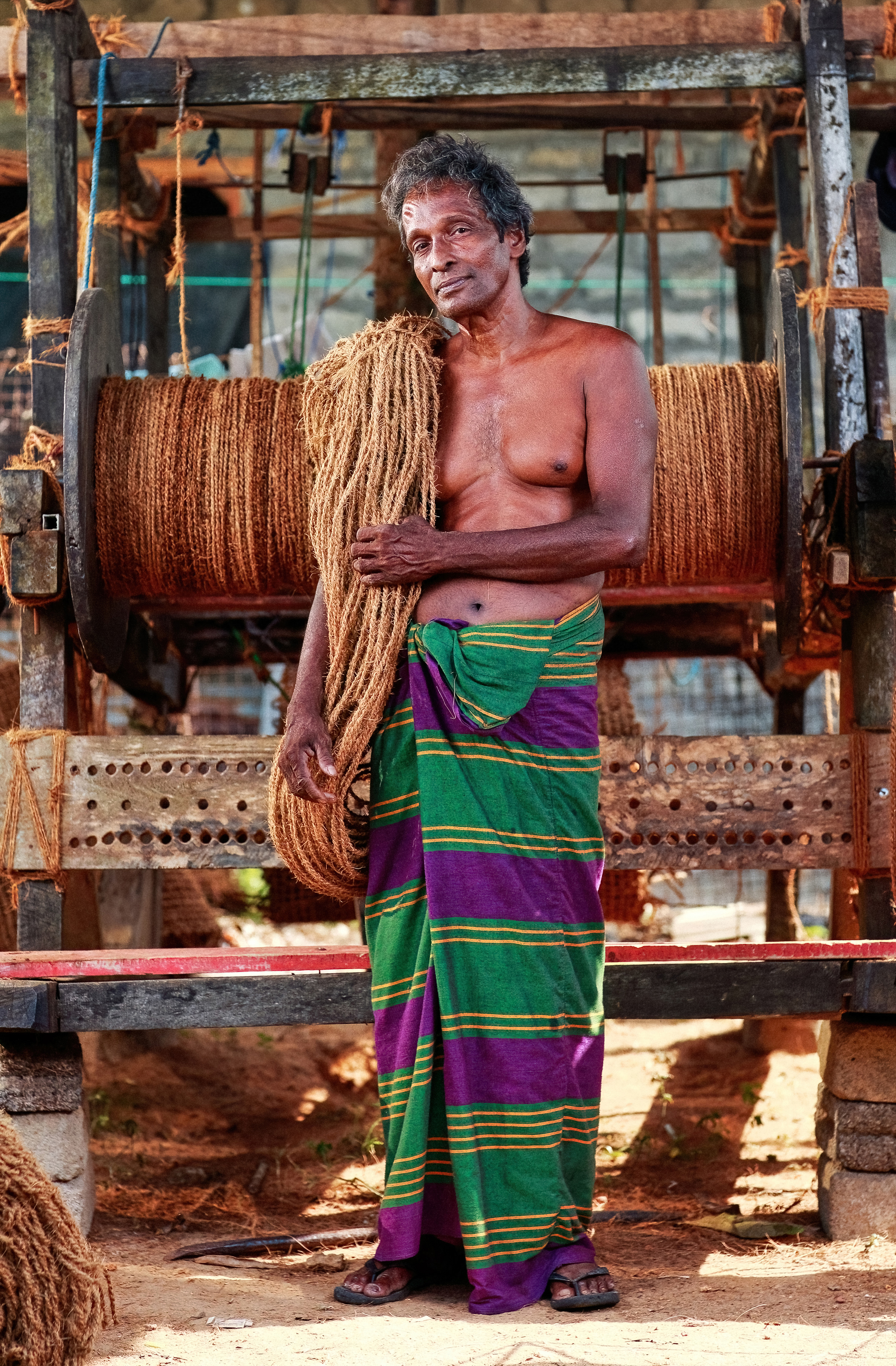
Travailleur traditionnel de fibre de coco pour réaliser des filets de pêche. Il est vetu d'un sarong. Juillet 2019.

Le Coir est une industrie très présente au Sri Lanka et en Inde. Les deux pays ont un fort potentiel, autant dans la matière première que dans les techniques. On trouve tous types de techniques, de l'artisanal à l'industriel et tous types de producteurs, du petit patron local au grand exportateur. Aujourd'hui, le Coir ne se limite plus aux matelas, brosses et cordages : une vraie activité découle de cette culture, qui fait vivre près de 20 % de la population dans certains états d'Inde.